# Bathynomus obtusus
Bathynomus obtusus là một loài chân đều trong họ Cirolanidae. Loài này được Magalhaes & Young miêu tả khoa học năm 2003.